# Gare de Mesves - Bulcy
Gare de Mesves - Bulcy vasútállomás Franciaországban, Mesves-sur-Loire településen.

## Vasútvonalak
Az állomást az alábbi vasútvonalak érintik:
- Moret–Lyon-vasútvonal

## Kapcsolódó állomások
A vasútállomáshoz az alábbi állomások vannak a legközelebb:
- Gare de Pouilly-sur-Loire (Gare de Moret - Veneux-les-Sablons)
- Gare de La Charité (Lyon-Perrache pályaudvar)